# Turbotville
Turbotville is een plaats (borough) in de Amerikaanse staat Pennsylvania, en valt bestuurlijk gezien onder Northumberland County.

## Demografie
Bij de volkstelling in 2000 werd het aantal inwoners vastgesteld op 691.
In 2006 is het aantal inwoners door het United States Census Bureau geschat op 653, een daling van 38 (-5,5%).

## Geografie
Volgens het United States Census Bureau beslaat de plaats een oppervlakte van
1,2 km², geheel bestaande uit land.

## Plaatsen in de nabije omgeving
De onderstaande figuur toont nabijgelegen plaatsen in een straal van 12 km rond Turbotville.